# Sligo Rovers Football Club 1977-1978
Questa voce raccoglie le informazioni riguardanti lo Sligo Rovers Football Club nelle competizioni ufficiali della stagione 1977-1978.

## Divisa e sponsor
| Manica sinistra · Manica sinistra · Maglietta · Maglietta · Manica destra · Manica destra · Pantaloncini · Calzettoni | Manica sinistra · Manica sinistra · Maglietta · Maglietta · Manica destra · Manica destra · Pantaloncini · Calzettoni |

## Rosa
| N. |                             | Ruolo | Calciatore            |
| -- | --------------------------- | ----- | --------------------- |
|    | Irlanda del Nord (bandiera) | P     | Alan Paterson         |
|    | Scozia (bandiera)           | D     | Billy Sinclair        |
|    | Inghilterra (bandiera)      | D     | Paul Fielding         |
|    | Irlanda del Nord (bandiera) | D     | Graham Fox (capitano) |
|    | Inghilterra (bandiera)      | D     | Chris Rutherford      |
|    | Irlanda (bandiera)          | D     | Tony Stenson          |
|    | Irlanda (bandiera)          | D     | Kevin McCool          |
|    | Irlanda (bandiera)          | D     | Padraig McManus       |
|    | Irlanda (bandiera)          | C     | Tony Cavanagh         |
|    | Irlanda (bandiera)          | C     | Tony Fagan            |

| N. |                           | Ruolo | Calciatore       |
| -- | ------------------------- | ----- | ---------------- |
|    | Inghilterra (bandiera)    | C     | John Gilligan    |
|    | Irlanda (bandiera)        | C     | Marty Kelly      |
|    | Irlanda (bandiera)        | C     | Paul McGee       |
|    | Inghilterra (bandiera)    | C     | Mike Betts       |
|    | Inghilterra (bandiera)    | C     | Don Tobin        |
|    | Inghilterra (bandiera)    | A     | Gary Hulmes      |
|    | Scozia (bandiera)         | A     | Mick Leonard     |
|    | Irlanda (bandiera)        | A     | Harry McLoughlin |
|    | Irlanda (bandiera)        |       | Fergus Hooper    |
|    | non conosciuta (bandiera) |       | Robbie Cooke     |

## Risultati

### LOI Cup

#### Fase a gironi
| 11 settembre 1977 1ª giornata – Gruppo 1 | Sligo Rovers | 5 – 1 | Galway Rovers |  |

| 18 dicembre 1979 2ª giornata – Gruppo 1 | Athlone Town | 0 – 0 | Sligo Rovers |  |

| 26 dicembre 1977 3ª giornata – Gruppo 1 | Finn Harps | 1 – 2 | Sligo Rovers |  |

#### Fase a eliminazione diretta
| 12 gennaio 1978 Semifinale - Andata | Dundalk | 2 – 1 | Sligo Rovers |  |

| 18 gennaio 1978 Semifinale - Ritorno     | Sligo Rovers     | 2 – 1 | Dundalk |  |
| \| \| \| \| \| \| Tiri di rigore – \| \| |                  |       |         |  |
|                                          |                  |       |         |  |
|                                          | Tiri di rigore – |       |         |  |

### FAI Cup
| 19 febbraio 1978 Primo turno | St Patrick's | 0 – 1 | Sligo Rovers |  |

| 12 marzo 1978 Quarti di finale | Cork Alberts | 1 – 2 | Sligo Rovers |  |

| 9 aprile 1978 Semifinale | Sligo Rovers | 1 – 0 | Drogheda Utd |  |

| 30 aprile 1978 Finale | Shamrock Rovers | 1 – 0 | Sligo Rovers |  |

### Coppa dei Campioni
| Arbitro: | Zlatanos |

|                               |           |  |
| Džajić 54’, 80’ Filipović 67’ | Marcatori |  |

| Arbitro: | Gow |

|  |           |                         |
|  | Marcatori | 42’, 55’, 63’ Filipović |

## Statistiche

### Statistiche dei giocatori
| Giocatore     | A Division | A Division | A Division  | A Division | FAI Cup+LOI Cup | FAI Cup+LOI Cup | FAI Cup+LOI Cup | FAI Cup+LOI Cup | Coppa dei Campioni | Coppa dei Campioni | Coppa dei Campioni | Coppa dei Campioni | Totale   | Totale | Totale      | Totale     |
| Giocatore     | Presenze   | Reti       | Ammonizioni | Espulsioni | Presenze        | Reti            | Ammonizioni     | Espulsioni      | Presenze           | Reti               | Ammonizioni        | Espulsioni         | Presenze | Reti   | Ammonizioni | Espulsioni |
| ------------- | ---------- | ---------- | ----------- | ---------- | --------------- | --------------- | --------------- | --------------- | ------------------ | ------------------ | ------------------ | ------------------ | -------- | ------ | ----------- | ---------- |
| M. Betts      | ?          | 0          | ?           | ?          | -+?             | -+?             | -+?             | -+?             | -                  | -                  | -                  | -                  | 0+       | 0      | 0+          | 0+         |
| T. Cavanagh   | ?          | 2          | ?           | ?          | ?+?             | ?+?             | ?+?             | ?+?             | -                  | -                  | -                  | -                  | 0+       | 2      | 0+          | 0+         |
| R. Cooke      | ?          | 4          | ?           | ?          | ?+?             | ?+?             | ?+?             | ?+?             | -                  | -                  | -                  | -                  | 0+       | 4      | 0+          | 0+         |
| T. Fagan      | ?          | 1          | ?           | ?          | ?+?             | ?+?             | ?+?             | ?+?             | 2                  | 0                  | 0                  | 0                  | 2+       | 1      | 0+          | 0+         |
| P. Fielding   | ?          | 0          | ?           | ?          | ?+?             | ?+?             | ?+?             | ?+?             | 2                  | 0                  | 0                  | 0                  | 2+       | 0      | 0+          | 0+         |
| G. Fox        | ?          | 4          | ?           | ?          | ?+?             | ?+?             | ?+?             | ?+?             | 2                  | 0                  | 0                  | 0                  | 2+       | 4      | 0+          | 0+         |
| J. Gilligan   | ?          | 3          | ?           | ?          | ?+?             | ?+?             | ?+?             | ?+?             | 1                  | 0                  | 0                  | 0                  | 1+       | 3      | 0+          | 0+         |
| F. Hooper     | ?          | 1          | ?           | ?          | ?+?             | ?+?             | ?+?             | ?+?             | -                  | -                  | -                  | -                  | 0+       | 1      | 0+          | 0+         |
| G. Hulmes     | ?          | 14         | ?           | ?          | ?+?             | ?+?             | ?+?             | ?+?             | 2                  | 0                  | 0                  | 0                  | 2+       | 14     | 0+          | 0+         |
| M. Kelly      | ?          | 1          | ?           | ?          | ?+?             | ?+?             | ?+?             | ?+?             | 1                  | 0                  | 0                  | 0                  | 1+       | 1      | 0+          | 0+         |
| M. Leonard    | ?          | 7          | ?           | ?          | ?+?             | ?+?             | ?+?             | ?+?             | 2                  | 0                  | 0                  | 0                  | 2+       | 7      | 0+          | 0+         |
| K. McCool     | ?          | 1          | ?           | ?          | ?+?             | ?+?             | ?+?             | ?+?             | 1                  | 0                  | 1                  | 0                  | 1+       | 1      | 1+          | 0+         |
| P. McGee      | ?          | 4          | ?           | ?          | ?+?             | ?+?             | ?+?             | ?+?             | 2                  | 0                  | 0                  | 0                  | 2+       | 4      | 0+          | 0+         |
| P. McManus    | 1          | 0          | ?           | ?          | ?+?             | ?+?             | ?+?             | ?+?             | 1                  | 0                  | 0                  | 0                  | 2        | 0      | 0+          | 0+         |
| A. Paterson   | ?          | -?         | ?           | ?          | ?+?             | -?+-?           | ?+?             | ?+?             | 2                  | -6                 | ?                  | ?                  | 2+       | -6+    | 0+          | 0+         |
| C. Rutherford | ?          | 0          | ?           | ?          | ?+?             | ?+?             | ?+?             | ?+?             | 2                  | 0                  | 1                  | 0                  | 2+       | 0      | 1+          | 0+         |
| B. Sinclair   | ?          | 0          | ?           | ?          | ?+?             | ?+?             | ?+?             | ?+?             | 2                  | 0                  | 0                  | 0                  | 2+       | 0      | 0+          | 0+         |
| T. Stenson    | ?          | 0          | ?           | ?          | ?+?             | ?+?             | ?+?             | ?+?             | 2                  | 0                  | 0                  | 0                  | 2+       | 0      | 0+          | 0+         |
| D. Tobin      | ?          | 1          | ?           | ?          | ?+?             | ?+?             | ?+?             | ?+?             | -                  | -                  | -                  | -                  | 0+       | 1      | 0+          | 0+         |